# Problemas relacionados con medicamentos
El concepto Problemas relacionados con medicamentos (PRM), se utilizó por primera vez en 1990 (Drug-Related Problems, DRP o DTP), en el artículo escrito por LM Strand y colaboradores, basado en trabajos anteriores de Mikeal RL y Brodie DC publicados en 1975 y 1980, respectivamente, sobre la atención farmacéutica y el control de medicamentos. En dicho trabajo se definió el concepto y se publicó la primera clasificación de PRM, que presentaba 8 tipos diferentes de PRM. Posteriormente, los mismos autores, en 1998, publicaron una segunda clasificación con 7 tipos de PRM, que de esta vez estaban agrupados en 4 necesidades relacionadas con la farmacoterapia: indicación, efectividad, seguridad y cumplimiento.
En España, en el año 1998, se reunieron en Granada varios farmacéuticos comunitarios especialistas en Atención y de esa reunión, conocida como el Primer Consenso sobre Atención Farmacéutica, salió publicada la definición y clasificación de PRM. En dicha clasificación aparecían 6 y no 7 tipos de PRM.
Posteriormente, tuvieron lugar en 2002 y 2007 el segundo y tercer consenso de Granada, donde se modificaron tanto las definiciones como la clasificación de los PRM.

## Evolución de la definición de PRM
| Definición de PRM | | |
| Primer consenso de Granada | Segundo consenso de Granada | Tercer consenso de Granada |
| Problema de salud, vinculado con la farmacoterapia y que interfiere o puede interferir con los resultados esperados de salud en el paciente | Problemas de salud, entendidos como resultados clínicos negativos, derivados de la farmacoterapia que, producidos por diversas causas, conducen a la no consecución del objetivo terapéutico o a la aparición de efectos no deseados | Aquellas situaciones que en el proceso de uso de medicamentos causan o pueden causar la aparición de un resultado negativo asociado a la medicación |

Si bien la OMS no ha incorporado de manera oficial la definición de PRM, se asume la definición de PRM propuesta por dichos consensos.
Además, en el tercer consenso, se define un nuevo concepto: el de Resultados negativos asociados a la medicación (RNM), como "aquellos resultados en la salud del paciente no adecuados al objetivo de la farmacoterapia y asociados al uso o fallo en el uso de medicamentos"

## Evolución de la Clasificación de PRM
Como se aprecia en la Tabla, tanto en el primer como en el segundo consenso, los PRM aparecen agrupados por necesidades relacionadas con la farmacoterapia (al igual que en el artículo de LM Strand). La diferencia es que en el primer consenso dichas necesidades son: indicación, seguridad y efectividad, y en el segundo, la indicación se modifica por necesidad. Esto es debido a diferencias en la interpretación del artículo original. Por otra parte, en el caso del tercer consenso, vemos que no aparece esa agrupación sino que se muestra un listado de los PRM como tal, sin agrupaciones. Los expertos defendían en este tercer consenso que hasta entonces las diversas definiciones y clasificaciones de PRM mezclaban tanto procesos (causas) como resultados. Y por eso decidieron separar los PRM de los RNM, siendo los primeros errores en el proceso y los segundos errores en el resultado, o resultados negativos. Dicho de otra forma, los PRM serían las causas o factores de riesgo (dependiendo de si el PRM es real o potencial) de los RNM.
| Clasificación de PRMs | | |
| Primer consenso de Granada | Segundo consenso de Granada | Tercer consenso de Granada |
| Indicación | Necesidad | Listado de PRMs |
| PRM1: El paciente no usa el medicamento que necesita PRM2: El paciente usa medicamentos que no necesita                                               | PRM 1: El paciente sufre un problema de salud consecuencia de no recibir una medicación que necesita PRM 2: El paciente sufre un problema de salud consecuencia de recibir un medicamento que no necesita                      | Administración errónea del medicamento Características personales Conservación inadecuada Contraindicación Dosis, pauta y/o duración no adecuada Duplicidad |
| Seguridad | Seguridad | Listado de PRMs |
| PRM3: El paciente usa un medicamento mal seleccionado PRM4: El paciente usa una dosis/pauta/duración inferior a la que necesita                       | PRM 3: El paciente sufre un problema de salud consecuencia de una inefectividad no cuantitativa de la medicación PRM 4: El paciente sufre un problema de salud consecuencia de una inefectividad cuantitativa de la medicación | Errores en la dispensación Errores en la prescripción Incumplimiento Interacciones                                                                          |
| Efectividad | Efectividad | Listado de PRMs |
| PRM5: El paciente usa una dosis/pauta/duración superior a la que necesita PRM6: el paciente usa un medicamento que provoca una reacción adversa (RAM) | PRM 5: El paciente sufre un problema de salud consecuencia de una inseguridad no cuantitativa de un medicamento PRM 6: El paciente sufre un problema de salud consecuencia de una inseguridad cuantitativa de un medicamento   | Otros problemas de salud que afectan al tratamiento Probabilidad de efectos adversos Problema de salud insuficientemente tratado Otros                      |

Así pues era necesario clasificar también los RNM, que ahora ya sí podían ser agrupados conforme a las tres necesidades de farmacoterapia: necesidad, efectividad y seguridad (véase la página Resultados negativos asociados a la medicación).

## PRM en Oncología
Los PRM en la especialidad de la Oncología adquieren mayor importancia - sobre todo en relación con la seguridad del paciente-, pues suelen ir acompañados de consecuencias graves. Errores, por ejemplo, de dosis en la quimioterapia pueden causar la muerte de los pacientes.,. Los fármacos usados en la quimioterapia (llamados Fármacos antineoplásicos o Citostáticos), son fármacos con un margen terapéutico estrecho y alta toxicidad, por lo que son considerados medicamentos de alto riesgo. Tener un margen terapéutico estrecho significa que la dosis del medicamento no puede variar mucho de lo que ha sido prescrito porque incluso variaciones mínimas pueden tener consecuencias fatales .
Podemos clasificar los PRM dentro de la Oncologia del siguiente modo:
- Problemas relacionados con alergias a los medicamentos.
- Confundir medicamentos.
- Error de dosis (decimales o unidades), a la hora de reconstituir el medicamento o ajustar la dosis.
- Error en la vía de administración (intravenosa, intratecal, subcutánea..).
- Error en el tiempo y/o en el orden de administración.
Según cifras oficiales del Ministerio de Sanidad (2011), estos errores le cuestan al Estado aproximadamente 1700 millones de euros anuales.

## Cómo evitar los PRM
Para evitar los PRM (y en general cualquier error de medicación) es importante corregir, disminuir y -en la medida de lo posible- anular cualquier posibilidad de error en cada uno de los puntos de control desde la prescripción de los medicamentos hasta la administración de los mismos .
Algunas estrategias para conseguirlo pueden ser:
- Control digital del Proceso terapéutico
- Facilitar la comunicación Médico-Farmacéutico- Enfermero
- Acabar con la cultura punitiva del Error: no importa quien lo ha cometido sino por qué y como se puede solucionar
- Sistemas de trazabilidad integral que rastreen al medicamento desde su producción en los laboratorios hasta su administración a los pacientes. En el caso de la Oncologia este puede que sea el punto más importante pues la mayoría de los productos comprados a los laboratorios son posteriormente modificados en la farmacia para ajustar las dosis a cada paciente.